# Thomas Hampson (atleta)
Thomas "Tommy" Hampson (Londres, 28 de outubro de 1907 – Stevenage, 4 de setembro de 1965) foi um atleta e campeão olímpico britânico.
Começou a correr mais seriamente apenas quando estava no último ano da Universidade de Oxford. Em 1930, formado, começou a trabalhar como professor e neste mesmo ano venceu a prova de 880 jardas no campeonato amador britânico, título que conquistaria novamente nos dois anos seguintes.
Também campeão das 880 jardas nos inaugurais Jogos da Commonwealth em 1930, era um dos grandes meio-fundistas dos 800 m e da meia milha da época e chegou como um dos favoritos para os 800 m em Los Angeles 1932. Nos Jogos, correndo de óculos como sempre, Hampson venceu dois canadenses para cruzar a linha de chegada em 1:49.7, um novo recorde mundial e o primeiro homem a correr a distância em menos de 1:50. Um jornal local assim descreveu a prova:
"Los Angeles 2 de agosto de 1932. 54ºC sob o sol. A última curva na final dos 800 metros das Olimpíadas e o professor inglês de óculos corre em terceiro atrás de dois canadenses. Com uma aceleração eletrizante ele passa Edwards e por 40 jardas corre lado a lado com Wilson. Só mais vinte jardas até a chegada, outro esforço sobre-humano e Hampson vence a mais sensacional corrida de todos os tempos!."
Nos mesmos Jogos ele também conquistaria uma medalha de prata integrando o 4x400 m britânico. Encerrou a carreira um ano depois e posteriormente deixou o magistério para trabalhar como educador na RAF, onde ficou até o encerramento da II Guerra Mundial. Mudou-se para Stevenage em 1954, onde morreu em 1965. O parque da cidade é batizado em sua homenagem.